# Jacob Meinecke
Jacob Meinecke (* 1994) ist ein deutscher Schauspieler.

## Leben
Jacob Meinecke machte seine ersten Bühnenerfahrungen im Schultheater an der Freien Waldorfschule Havelhöhe in Berlin. Von 2016 bis 2019 absolvierte er seine Schauspielausbildung am Michael Tschechow Studio Berlin. Während seiner Ausbildung wirkte er in verschiedenen Bühnenproduktionen am Theater Forum Kreuzberg und am Michael Tschechow Studio mit. Im Sommer 2019 gastierte er als Fabio in Was ihr wollt beim Burgtheatersommer auf der TheaterBurg Roßlau.
Bereits während seiner Ausbildung stand Meinecke auch für Film- und Fernsehproduktionen vor der Kamera. 
In der TV-Reihe Der Zürich-Krimi übernahm er im 4. Film der Reihe mit dem Titel Borchert und die Macht der Gewohnheit (Erstausstrahlung: Februar 2018) eine der Hauptrollen. Er verkörperte, an der Seite von Ludwig Simon, den jugendlichen Kleinkriminellen Jacob, der gemeinsam mit seinem Kumpel Tim bei einem Einbruch in eine Villa in Verdacht gerät, den Hausherrn ermordet zu haben.
In der TV-Reihe Ein starkes Team spielte Meinecke in der Jubiläumsfolge zum 25-jährigen Bestehen der Reihe, Ein starkes Team: Abgetaucht (Erstausstrahlung: Januar 2020), eine der Nebenrolle als Rechtsreferendar Tobias Meier.
Jacob Meinecke lebt in Berlin.

## Filmografie (Auswahl)
- 2017: Weg vom Fenster (Kurzfilm)
- 2019: Der Zürich-Krimi: Borchert und die Macht der Gewohnheit (Fernsehreihe)
- 2020: Ein starkes Team: Abgetaucht: Abgetaucht (Fernsehreihe)